# Antonio Páez
 Antonio Páez (* 5. září 1956) je bývalý španělský atlet a dvojnásobný halový mistr Evropy v běhu na 800 metrů.
Jeho specializací byl běh na 400 a 800 metrů. V roce 1979 se stal halovým mistrem Evropy v běhu na 800 metrů. O dva roky později vybojoval na evropském halovém šampionátu na této trati bronzovou medaili. Podruhé se halovým mistrem Evropy v běhu na 800 metrů stal v roce 1982.